# Ізраїль на зимових Олімпійських іграх 2010
Ізраїль на зимових Олімпійських іграх 2010 року у Ванкувері був представлений 3 спортсменами (2 чоловіками та 1 жінкою) в 2 видах спорту (гірськолижний спорт та фігурне катання). Прапороносцем на церемоніях відкриття та закриття була фігуристка Олександра Зарецька.
Ізраїль вп'яте взяв участь у зимових Олімпійських іграх. Ізраїльські спортсмени не завоювали жодної медалі.

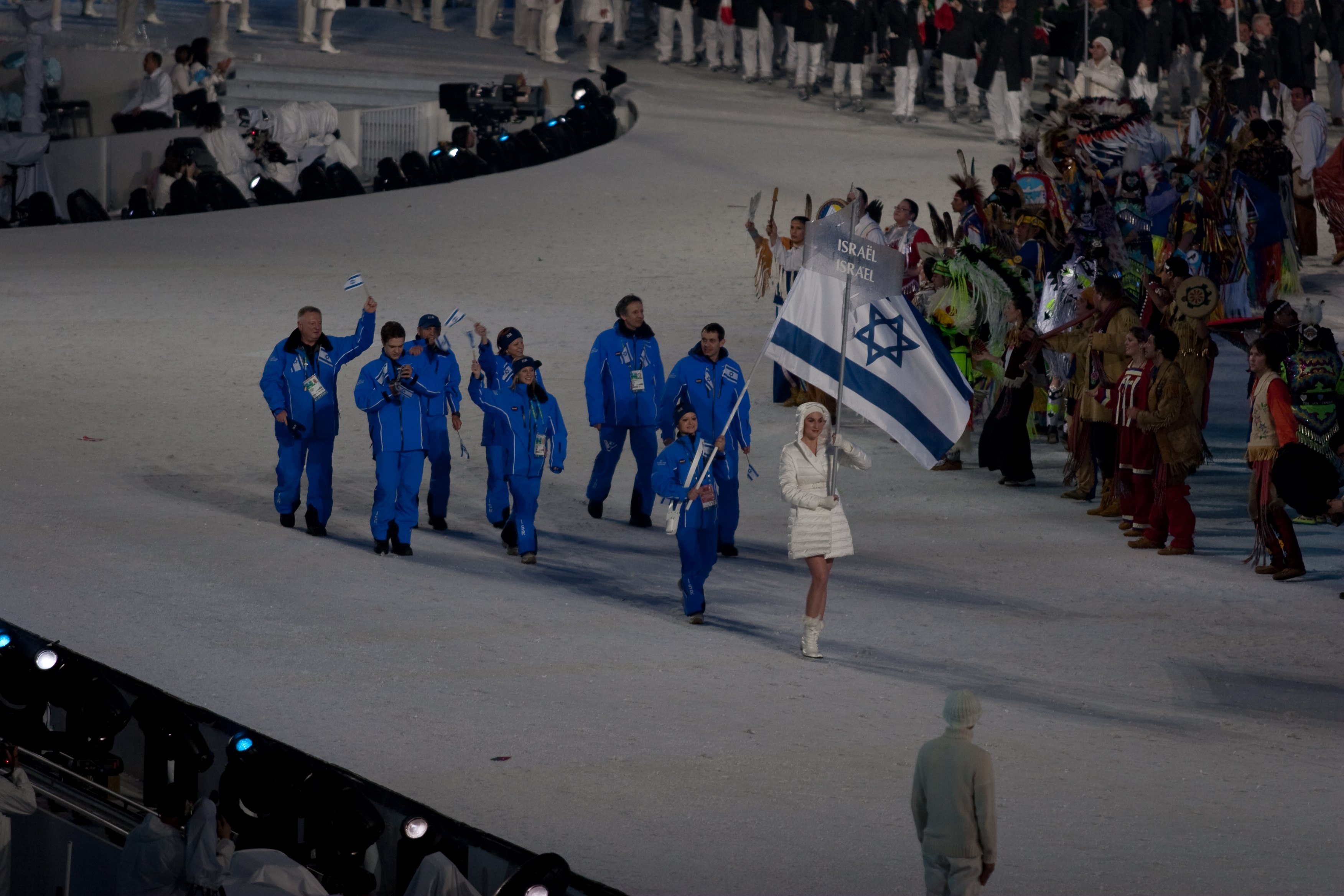
Збірна Ізраїля під час Параду націй на церемонії відкриття Олімпіади

## Гірськолижний спорт
| Спортсмен      | Дисципліна         | Спуск 1 | Спуск 2 | Разом   | Місце |
| -------------- | ------------------ | ------- | ------- | ------- | ----- |
| Михайло Ренжин | гігантський слалом | 1:25.77 | 1:28.04 | 2:53.18 | 55    |
| Михайло Ренжин | слалом             | 52.84   | 56.07   | 1:48.91 | 35    |

## Фігурне катання
| Дисципліна     | Спортсмени                          | CD    | CD    | OD    | OD    | FD    | FD    | Разом  | Разом |
| Дисципліна     | Спортсмени                          | Бали  | Місце | Бали  | Місце | Бали  | Місце | Бали   | Місце |
| -------------- | ----------------------------------- | ----- | ----- | ----- | ----- | ----- | ----- | ------ | ----- |
| Танці на льоду | Олександра Зарецька Роман Зарецький | 34.38 | 10    | 55.24 | 10    | 90.64 | 10    | 180.26 | 10    |